# جلوة سفوية
الجلوة السفوية (باللاتينية: Atractylis aristata) نوع نباتي يتبع جنس الجلوة من الفصيلة النجمية.

## الموئل والانتشار
ينتشر في وادي النيل والمغرب العربي.